# Heinz Schönberger
Heinrich "Heinz" Schönberger (Otzberg, 30 december 1949) is een gewezen Duitse voetballer. Hij speelde in de jaren 70 en 80 vooral in België en maakte in die periode het mooie weer bij KSK Beveren.

## Carrière

### Jeugd
Heinz Schönberger was een centrale middenvelder die zijn carrière begon in Duitsland bij Kickers Offenbach. De club degradeerde in 1969, maar keerde een jaar later al terug naar de Bundesliga.

### Naar België
Nadien verhuisde de lichtvoetige Schönberger naar de Duitse tweedeklasser Tasmania Berlin. Hij werd er opgemerkt door Pol Anoul, die hem vervolgens naar België loodste. Schönberger belandde zo bij tweedeklasser Tilleur FC, dat hem na drie seizoenen zag vertrekken naar het Racing Mechelen van trainer Ernst Künnecke. Mechelen speelde toen in Eerste Klasse, maar werd uiteindelijk laatste en degradeerde naar Tweede Klasse.
Bij Racing Mechelen ontpopte de Duitser zich als spelmaker. Hij beschikte over een goede techniek en gaf vaak belangrijke assists aan zijn ploegmaats. Zijn prestaties bij Mechelen bleven niet onopgemerkt. In 1977 wilde Sporting Lokeren hem graag kopen, maar Mechelen bereikte een akkoord met KSK Beveren.

### KSK Beveren
Schönberger vertrok naar Beveren, waar Urbain Braems trainer was. De middenvelder kwam er terecht in een elftal dat verder bestond uit Jean-Marie Pfaff, Marc Baecke, Bert Cluytens, Wim Hofkens en Jean Janssens.
Schönberger werd de draaischijf van het team en leidde de club in 1978 naar eindwinst in de Beker van België. Een jaar later werd Beveren zelfs landskampioen en bereikte het de halve finale van de Europacup II. Schönberger werd dat jaar ook derde bij de uitreiking van de Gouden Schoen. Enkel ploegmaat Jean Janssens en Jan Ceulemans scoorden toen beter. Na het succesjaar vertrokken verscheidene sterkhouders van Beveren naar een Belgische topclub of het buitenland. Schönberger bleef en veroverde in 1983 met Beveren opnieuw de Beker. De Duitser speelde een sterke finale op de Heizel en scoorde ook. Beveren versloeg Club Brugge met 3-1. Net als vorige keer volgde een jaar na eindwinst in de Beker opnieuw de landstitel. Daardoor werd Schönberger weer een favoriet voor de Gouden Schoen. Hij strandde uiteindelijk op de tweede plaats, na winnaar Frank Vercauteren.

### Einde carrière
In 1985 hield de toen 36-jarige Duitse spelverdeler het voor bekeken bij Beveren. Hij verkaste naar derdeklasser KVC Westerlo, waar hij echter maar één wedstrijd zou spelen en stopte met profvoetbal. Hij speelde nadien nog wel even voor KVK Melsele.
Na zijn spelersloopbaan behaalde Schönberger zijn trainersdiploma. Hij is vooral actief als jeugdtrainer en assistent-coach.
In 2010 werd Schönberger verkozen tot de meest favoriete speler van Beveren.

## Palmares
Beveren
- Kampioen: 1978, 1983
- Beker van België: 1979, 1984

Individueel
- Man van het Seizoen: 1982